# Agis d'Argos
Agis d'Argos, en llatí Agis, en grec antic Ἄγις, fou un poeta grec nascut a Argos, contemporani d'Alexandre el Gran al que va acompanyar a la seva expedició de conquesta asiàtica. Quint Curci Ruf, Flavi Arrià i Plutarc el descriuen com un dels més importants aduladors del rei. Se'l considerava un mal poeta.
L'Antologia grega té un epigrama probablement obra d'aquest autor. Ateneu de Naucratis diu que Agis va escriure una obra sobre cuina (ὀψαρτυτικά).